# Parnassia Groep
De Parnassia Groep is een zorginstelling voor geestelijke gezondheidszorg met vestigingen in een groot deel van Nederland. Het hoofdkantoor is gevestigd in Den Haag.

## Geschiedenis
In 1999 ontstond Parnassia, psycho-medisch centrum als fusieorganisatie van een aantal Haagse zorginstellingen: de twee psychiatrische ziekenhuizen stichting Rosenburg en stichting Bloemendaal en Centrum Verslavingszorg Zeestraat Parnassia richtte zich op kortdurende, vooral ambulante geestelijke gezondheidszorg (Circuit 1), langdurige zorg voor chronische psychiatrie, inclusief klinische zorg (Circuit 2), verslavingszorg (Circuit Verslavingszorg) en wonen voor psychiatrische patiënten (Circuit Wonen). De instelling werd genoemd naar de plant Parnassia waarvan de bloem terug te vinden is in het logo.

### Fusies binnen de Haagse regio
De reden voor de fusie was dat een grotere organisatie relatief minder overheadkosten zou hebben, een breder spectrum aan gespecialiseerde zorg kan bieden en bovendien sterker zou staan tegenover een grillig beleid van de overheid. De daaruit voortvloeiende strategie werd ook in de jaren na het ontstaan van Parnassia gevolgd en leidde tot een groot aantal fusies en overnames. In de eerste jaren na de oprichting volgden fusies met drie Riaggs in Den Haag plus Riagg Haagrand voor de regio’s Voorburg en Zoetermeer en een klein psychiatrisch centrum middenin de stad, Dr. Schroeder van der Kolk. In 2004 was er sprake van een opbrengst van 175 miljoen euro en werden 43.000 patiënten behandeld door zo’n 3.000 medewerkers.

### Uitbreiding buiten Haaglanden
In 2005 volgde de fusie met Brijder Verslavingszorg, een instelling voor verslavingszorg in Noord-Holland. Intern gingen de gefuseerde takken voor verslavingszorg samen onder de naam Brijder en veranderde de naam Parnassia in Parnassia Groep.
Op 1 juli 2007 fuseerde de Parnassia Groep met GGZ Bavo-Europoort dat pas net bestond en zelf het product was van de fusie tussen Bavo-RNO en GGZ Europoort. Het nieuwe conglomeraat kreeg de naam 'Parnassia Bavo Groep'.
In Castricum was in 2003 de GGZ-instelling Dijk en Duin ontstaan uit het psychiatrisch ziekenhuis Duin en Bosch en omliggende Riaggs. Dijk en Duin zat in zwaar weer en kon zelfstandig niet overleven. Een fusiepoging met GGZ Noord-Holland Noord ketste af doordat niet aan de eisen van de NMA voldaan kon worden. Een fusie met een instelling die buiten de regio lag, was wel toegestaan zodat in 2008 Dijk en Duin zich bij de Parnassia Bavo Groep aansloot.

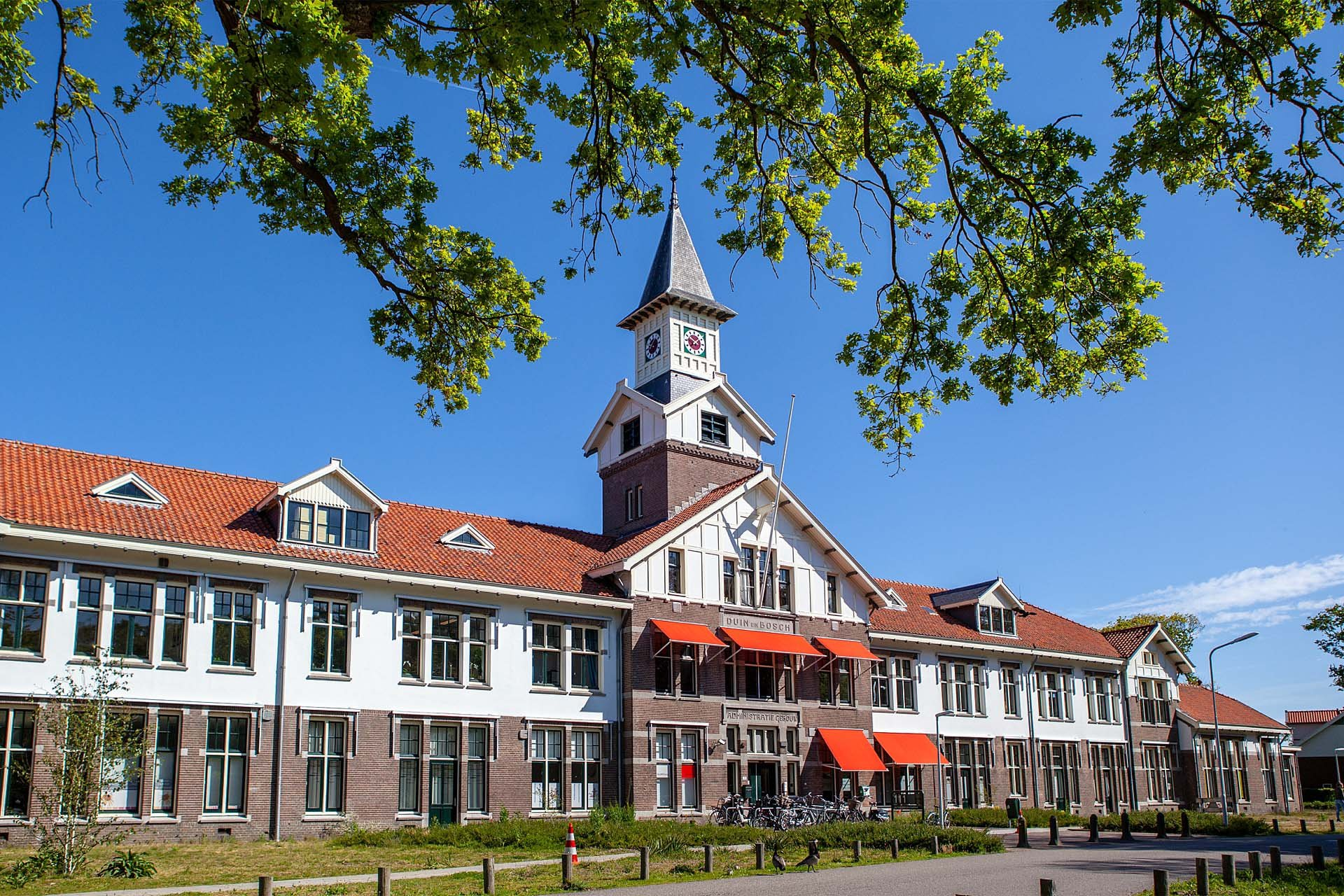
Voormalig administratiegebouw GGZ-instelling Dijk en Duin in Castricum.

### Intercultureel
In 2006 was i-psy een pas gestarte, kleine instelling voor interculturele psychiatrie. Ondanks de duidelijke behoefte aan interculturele zorg, lukte het i-psy niet om financieel het hoofd boven water te houden. Cultuur-sensitieve zorg was een speerpunt voor Parnassia Groep waaraan nog niet goed vorm gegeven kon worden. Daarom werd i-psy overgenomen en als apart onderdeel in de loop van de jaren erna uitgebreid met vestigingen op 20 plekken in Nederland.

### Jeugd
Al vanaf het begin waren er hechte banden tussen Parnassia en de jeugd-GGZ instelling De Jutters. De Jutters maakte gebruik van ondersteunende diensten van Parnassia en beide instellingen werkten inhoudelijk veel samen. Eind 2015 gingen de instellingen alsnog samen, vooral om de positie van De Jutters en daarmee van de jeugdpsychiatrie in Den Haag in het algemeen te versterken.
In 2018 volgden twee min of meer ongeplande overnames van vooral op jeugd gerichte zorginstellingen.
In 2003 was in Limburg Virenze begonnen; als eerste commerciële GGZ-instelling van Nederland. Virenze breidde uit naar een organisatie met kleine vestigingen door heel Limburg en Noord-Brabant. Het leek een succesverhaal dat tot 2016 voortduurde, in dat jaar werd wanorde achter de schermen zichtbaar. De financiële situatie bleek uitzichtloos en op 1 januari 2018 ging Virenze failliet. Veel patiënten dreigden opeens zonder zorg te komen en maatschappelijke partijen deden een dringend beroep op (grote) GGZ-instellingen om te helpen. Uiteindelijk werden MET GGZ en Parnassia Groep hiertoe bereid gevonden. Voor Parnassia Groep betekende dit een risicovolle stap. Het waren vestigingen (ver) buiten de eigen regio’s en er was zowel financieel als zorginhoudelijk zo weinig op papier bekend dat een ‘black-box’ werd overgenomen.
In juli 2018 volgde de aansluiting van het Dr. Leo Kannerhuis, een zorginstelling voor mensen met autisme. Het Leo Kannerhuis staat inhoudelijk hoog aangeschreven maar het verkeerde al geruime tijd in financieel zwaar weer en zou zelfstandig waarschijnlijk niet kunnen overleven.

### Antes
Op 2 oktober 2017 volgde de fusie met Antes, een GGZ-instelling die zelf was ontstaan uit de fusie van Delta psychiatrisch centrum Poortugaal en Bouman GGZ in 2012. De Autoriteit Consument & Markt (ACM) stond kritisch tegenover de fusie. Ook in de landelijke politiek waren er vraagtekens. Al in september 2014 werden in de Tweede Kamer vragen gesteld of een dergelijke grote ‘bijna-monopolist’ wel in het belang van de patiënt zou zijn. De ACM deed onderzoek en oordeelde dat een aantal klinieken en behandelcentra overgedragen moesten worden aan GGZ Delfland waarna de ACM op 12 juni 2017 toestemming gaf voor de fusie. Het zorgbedrijf Bavo-Europoort werd samengevoegd met Antes en het geheel ging verder onder de naam Antes, als onderdeel van de Parnassia Groep.

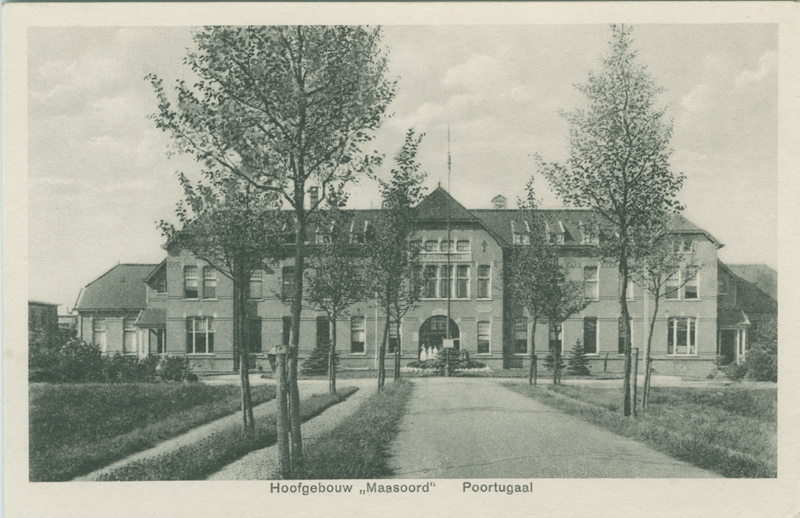
Op 24 juli 1909 opende te Poortugaal het Krankzinnigengesticht Maasoord, de voorganger van Psychiatrisch Ziekenhuis Delta, zijn deuren. Cliënten bleven zo veel mogelijk in bed, in grote slaap- en verblijfzalen, bedverpleging zou het snelst tot genezing leiden.

### Andere zorgfuncties
- 1nP is sinds 2013 onderdeel van de Parnassia Groep en biedt een netwerk voor vrijgevestigde GGZ-professionals door heel Nederland.
- Sinds 2014 verzorgt Reakt sociaal-maatschappelijke ondersteuning voor psychiatrische patiënten in Noord en Zuid-Holland door onder andere dagbesteding, ondersteunen sociale vaardigheden en toeleiding naar werk.

### Fivoor
Sinds 1 januari 2018 vormen Aventurijn (voorheen onderdeel van Altrecht), Palier (voorheen onderdeel van Parnassia Groep) en de Kijvelanden één nieuwe organisatie waarbij de moederorganisaties aandeelhouder zijn.

## Merkenbeleid

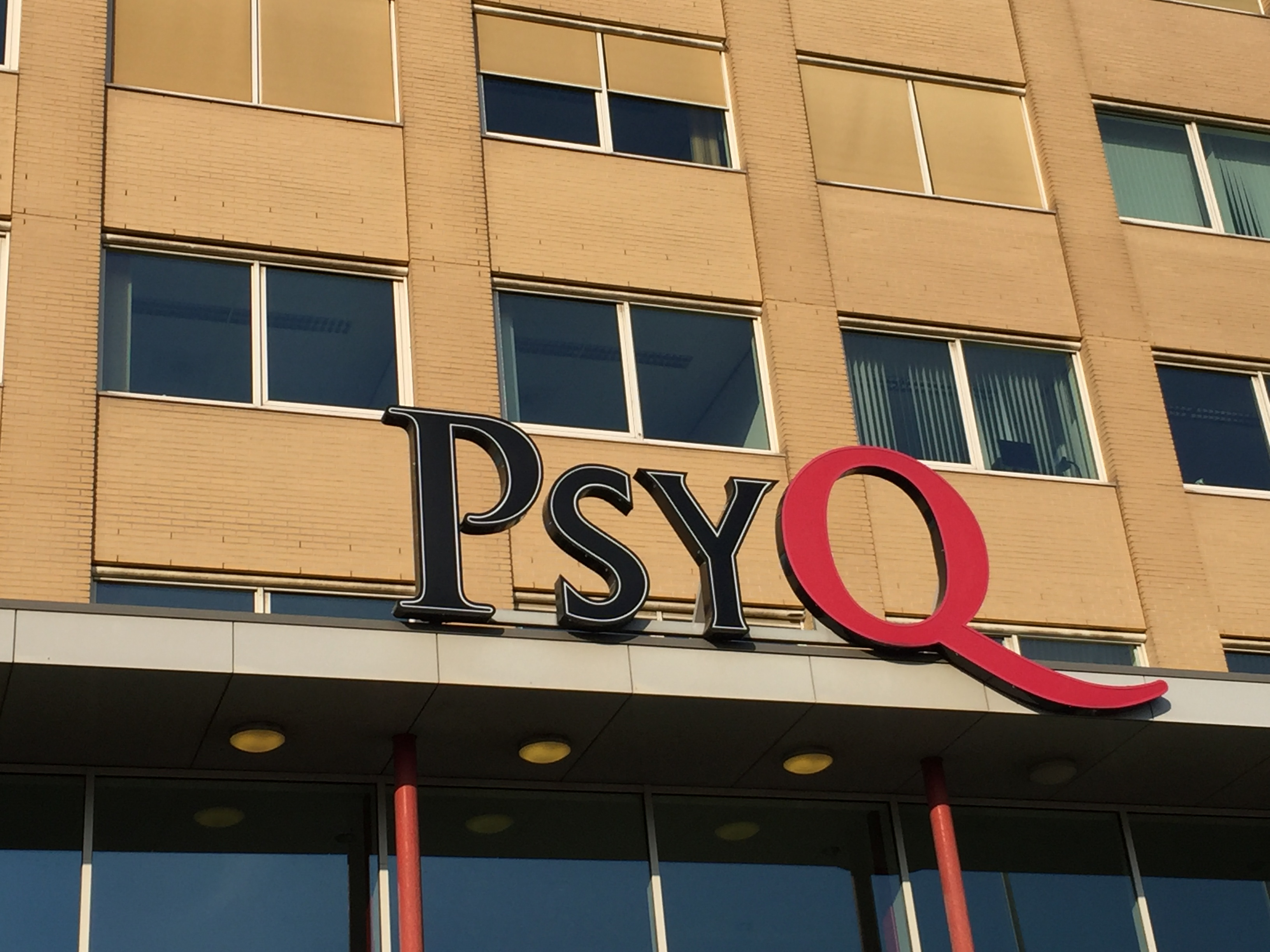
PsyQ Den Haag (2022)

In 2004 ontstond het idee om een herkenbaar merk te ontwikkelen voor kortdurende behandeling van veel voorkomende psychische aandoeningen en werd PsyQ geïntroduceerd. In eerste instantie als onderdeel van Parnassia, maar vanaf 2007 als landelijke franchiseformule waar de zorginstellingen Lentis, Mondriaan en MET GGz bij aansloten.
Zoals gebruikelijk in de branche werd gezocht naar ludiek bedoelde merknamen. Hierbij werden in eerste instantie vooral zelf namen ontwikkeld. PsyQ als eerste en daarna Palier als naam voor de in 2004 opgerichte divisie voor forensische en intensieve psychiatrische zorg. De kinder- en jeugdafdeling kreeg de naam Lucertis mee. Later werden vooral de namen van de overgenomen partijen aangehouden. Zo veranderde Lucertis in Youz; de naam van de kinder- en jeugdafdeling van Antes, toen het samenging met De Jutters en Leo Kannerhuis. Soms moesten namen ook weer worden veranderd: toen het verslavingszorgonderdeel Mirage zich op de internationale markt ging richten, werd de naam veranderd in Triora onder andere om de (voor beide partijen ongewenste) associatie met een groot casino in Las Vegas en een bordeel op Curaçao te voorkomen.
Anno 2021 voert de Parnassia Groep de volgende merken: Parnassia en Antes (langdurige psychiatrische zorg voor chronische psychiatrische patiënten in Haaglanden, Noord-Holland en Rijnmond), Brijder (verslavingszorg), Indigo (eerstelijnszorg en preventie), Youz (kinder- en jeugdpsychiatrie), i-psy (interculturele psychiatrie) en PsyQ (kortdurende, poliklinische psychiatrie).

## Kennisontwikkeling

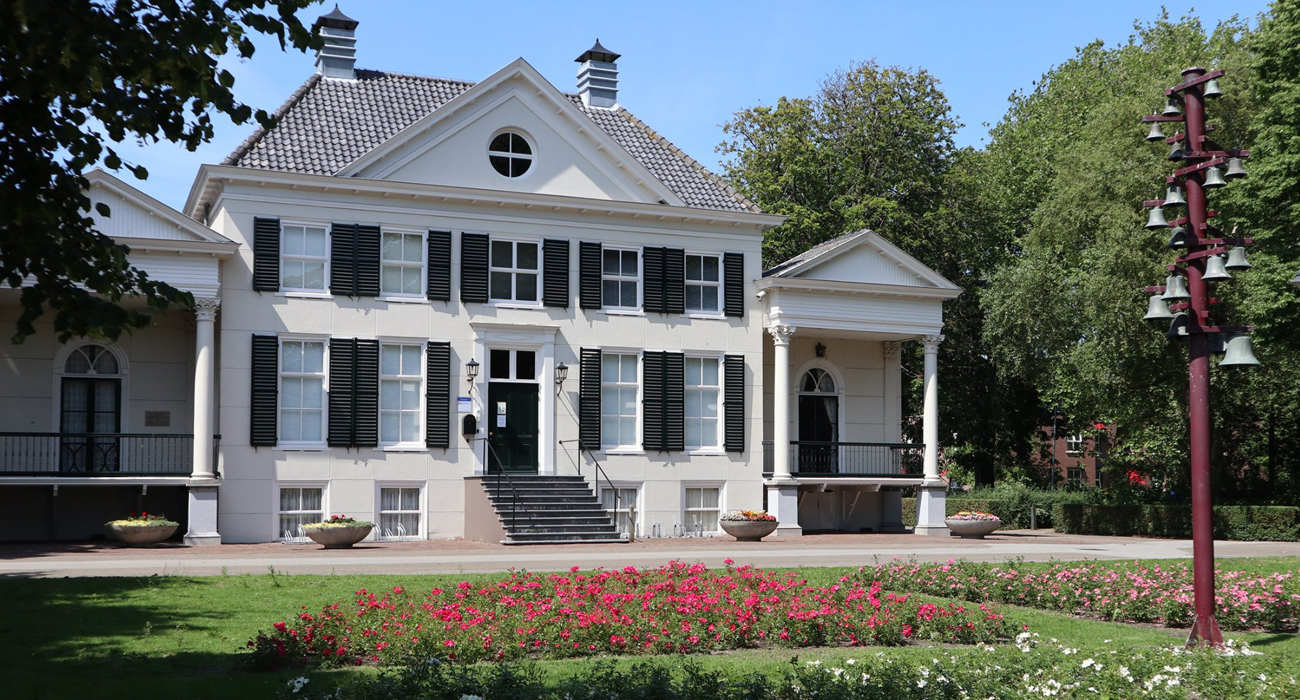
In 1895 verkocht de eigenaar, jonkheer Louis Pierre Quarles van Ufford (1853-1904) de buitenplaats en het landgoed aan het Geneeskundig Gesticht voor Krankzinnigen, later Psychiatrisch Ziekenhuis Rozenburg. Tegenwoordig is het gebouw in gebruik als lescentrum van de Parnassia Groep Academie.

De Parnassia Groep Academie is de opleidings-, onderzoeks- en kennisorganisatie van de Parnassia Groep. Ten behoeve van kennisontwikkeling Parnassia Groep zijn er 18 specialismegroepen. Deze zijn ingedeeld op basis van de classificatie van psychische stoornissen volgens de DSM-5 of de kennis van de specifieke kenmerken of de zorgbehoefte van een bepaalde patiëntengroep. Er wordt veelvuldig samengewerkt met universiteiten en hogescholen. Binnen Parnassia Groep zijn 11 hoogleraren werkzaam.
De landelijke stichting Topklinische GGZ biedt een netwerk voor afdelingen die kunnen aantonen dat zij zeer gespecialiseerde patiëntenzorg combineren met het ontwikkelen van nieuwe behandelmethoden, wetenschappelijk onderzoek en structurele kennisoverdracht. Parnassia Groep heeft zes TOP-GGz afdelingen op de vakgebieden angst, depressie, autisme, vroegdetectie, ADHD en psychotrauma.

## Cijfers
In 2020 werkten er 13.500 medewerkers bij de Parnassia Groep. Hiermee is de Parnassia Groep de vijfde zorginstelling van Nederland. In 2019 werden 190.000 patiënten behandeld en was de omzet 990 miljoen euro.

## Landelijke media

### Steekincident Bevrijdingsdag 2018
Op 5 mei 2018, Bevrijdingsdag, verwondde een 31-jarige Hagenaar drie mensen met een mes op het Johanna Westerdijkplein in Den Haag. De dader werd bij zijn aanhouding in zijn been geschoten. Rondom deze calamiteit ontstond snel veel (politieke) ophef, vooral rond de vragen of het al dan niet ging om een terroristische aanslag en of burgemeester Krikke juist gehandeld had. Het bleek al snel dat de dader in zorg was bij Parnassia. Hij was opgenomen geweest in de opnamekliniek en daarna ontslagen naar een ambulant team van Parnassia. Door de ontstane ophef gaf de Inspectie Gezondheidszorg en Jeugd (IGJ) opdracht tot het uitvoeren van een diepgravend en onafhankelijk onderzoek. Behalve dat het incident een grote impact had op de slachtoffers, bleek het langdurige onderzoek, maar vooral de media-aandacht een zware wissel te trekken op het personeel van de betrokken afdelingen. De IGJ stelde in haar brief ter afsluiting van het onderzoek: 'De wijze waarop de media berichtten over de kwaliteit van de zorg en daarmee de kwaliteit van de medewerkers heeft hen pijn gedaan en heeft effect gehad op de uitvoering van hun werkzaamheden. Medewerkers voelden zich gedemotiveerd en werden zeer voorzichtig.' Uiteindelijk hebben drie medewerkers ontslag genomen. Voor het bestuur van de Parnassia Groep was, behalve de verbeterpunten op kwaliteitsgebied, de enorme impact van media-aandacht op personeel, het belangrijkste leerpunt.

### Patiëntenstop 2019
Eind 2019 ontstond een conflict tussen zorgverzekeraar VGZ en een aantal zorgaanbieders, waaronder de Parnassia Groep. Inzet van het conflict was de zorg die in 2018 en 2019 was geleverd aan patiënten verzekerd bij VGZ en waarvoor volgens de aanbieders, nog geen of te weinig vergoeding van de verzekeraar was ontvangen. Voor de Parnassia Groep ging het om een bedrag van 16 miljoen euro, en de instelling zag zich genoodzaakt om op 6 december 2019 als ultiem pressiemiddel een patiëntenstop af te kondigen voor VGZ-verzekerden. Omdat beide partijen er niet uitkwamen, greep de Nederlandse Zorgautoriteit (NZa) in. Vier dagen na het instellen van de patiëntenstop kon deze weer worden opgeheven toen Parnassia Groep en VGZ bij de NZa alsnog tot een overeenkomst kwamen en VGZ overging tot vergoeding van de zorg.